# Brasília: Sinfonia da Alvorada
Brasília: Sinfonia da Alvorada é um poema sinfônico composto por Antônio Carlos Jobim com letra de Vinícius de Moraes em 1959 celebrando a inauguração da nova capital do Brasil em 1960, Brasília. A obra é dividida em 5 movimentos, nos quais são discorridos diferentes temas como a paisagem do planalto central anterior à construção, a chegada do homem a fim de fundar a cidade, a chegada dos trabalhadores, o processo de construção da cidade e por fim, um canto de exaltação à nova cidade.

## Composição

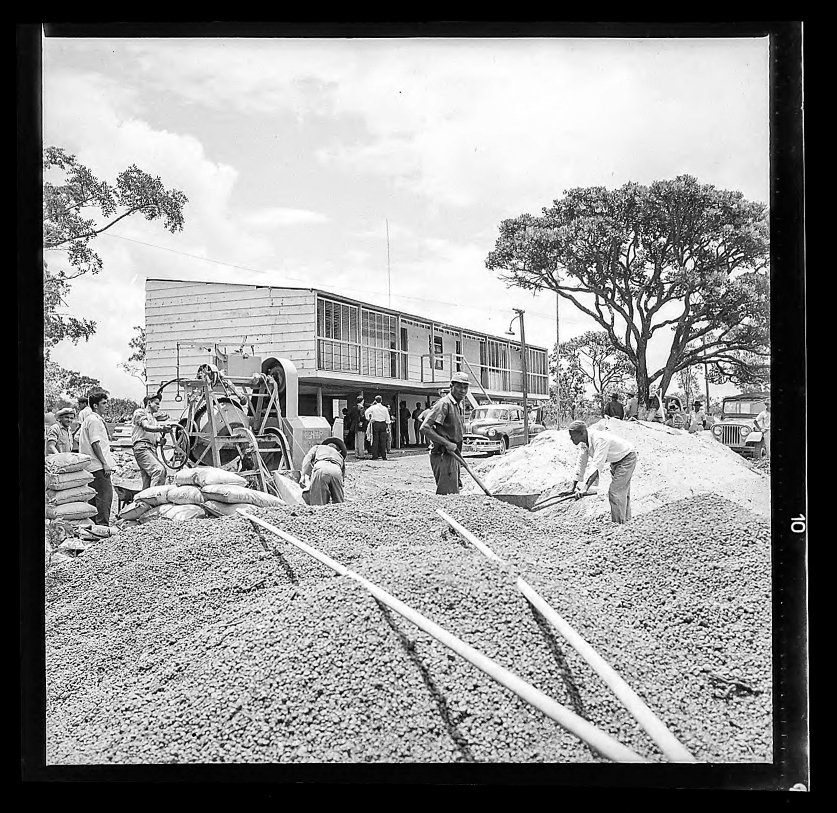
Construção do Catetinho Arquivo Nacional

No contexto nacional, ambos os cenários político e artístico estavam em profundas mudanças, ocasionadas pela política de Juscelino Kubitschek de "50 anos em 5", a qual trouxe rápida industrialização ao Brasil. A criação da Bossa nova, e a nova capital, eram alguns dos símbolos do período de modernização pelo qual o Brasil passava.  
A ideia da composição surgiu em 1958, idealizada pelo arquiteto de Brasília, Oscar Niemeyer. A obra seria apresentada num espetáculo com sons e luzes, ao modo europeu, sendo inclusive contratados técnicos da francesas da empresa Clemançon, referência na época. Tom Jobim iniciou a composição, porém desistiu após insinuações de que seria uma encomenda do então presidente Juscelino Kubitschek.
Em setembro de 1959, Vinicius e Tom foram convidados por JK para conhecerem a futura capital, e ambos ficaram dez dias hospedados no Catetinho, então residência oficial do presidente. Lá, puderam entrar em contato com a fauna, a flora e a paisagem da região. Além do poema sinfônico, a canção "Água de beber" foi composta durante a estada dos artistas na residência, que também era conhecida como "Palácio de Tábuas". O poema sinfônico foi completado por Tom Jobim em sua casa, que preferiu ir a Brasília a fim de conhecer o clima e a paisagem apenas, alegando ali ser o lugar mais antigo da Terra. 

Vinicius tomou tanta afeição pelo Catetinho, que pediu que Oscar Niemeyer desenhasse uma casa no mesmo estilo para ele no Rio de Janeiro.

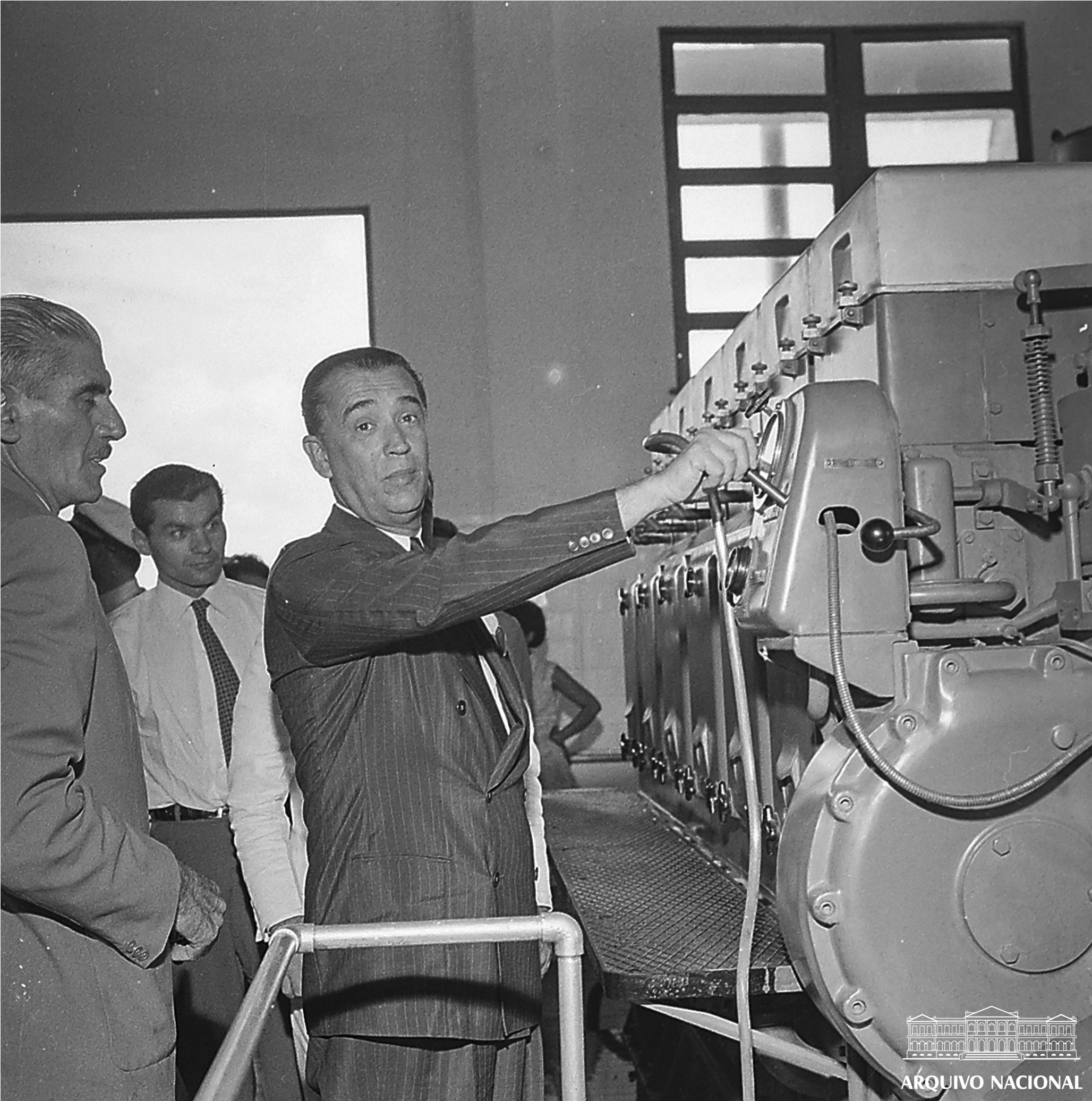
Presidente Juscelino Kubitschek inaugurando refinaria de petróleo em Manaus. 1957, Arquivo Nacional

## Apresentação e gravação
Oscar Niemeyer planejava a estreia mundial da obra no dia 21 de abril de 1960, data da inauguração de Brasília, o que não ocorreu. Ficou decidido que a peça teria sua primeira apresentação nas comemorações de 7 de setembro em Brasília, fato que também não veio a se concretizar devido aos altos gastos que seriam necessários e possíveis escândalos de corrupção envolvendo a construção da cidade, incluindo o espetáculo da empresa francesa. 
A obra teve sua primeira gravação em novembro de 1960, com o próprio Vinicius recitando o texto. O disco foi lançado em fevereiro de 1961. A primeira apresentação do poema sinfônico ocorreu apenas em 1966 na TV Excelsior. A peça só veio a estrear em Brasília no ano de 1986, seis anos após a morte de Vinicius, na Praça dos Três Poderes. A orquestra foi regida por Alceu Bocchino, com Susana Moraes, filha de Vinicius, fazendo a leitura. Contou também com a presença do maestro e compositor Radamés Gnattali, que havia participado da gravação em 1960.

## Movimentos

### 1. O Planalto Deserto

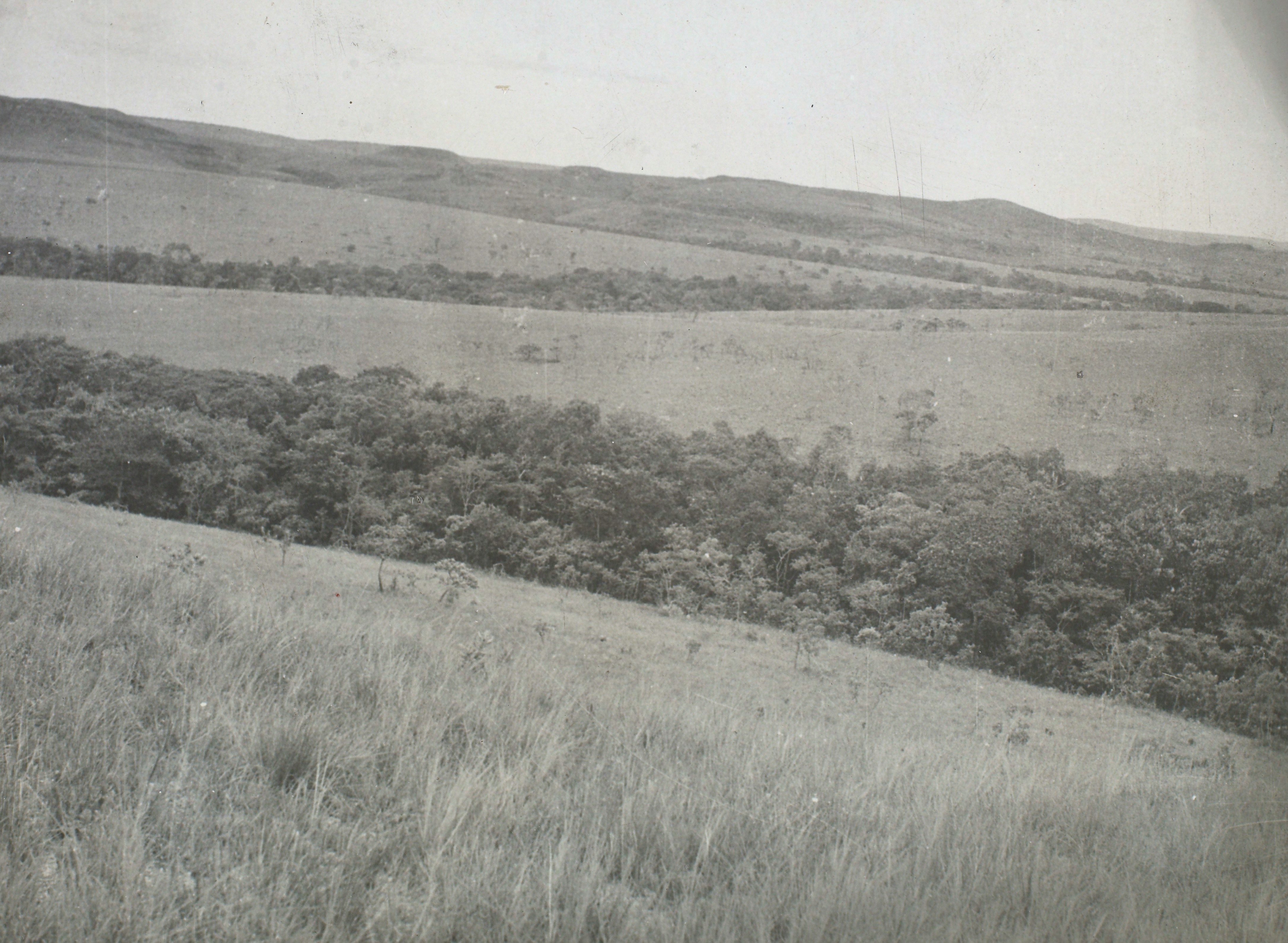
Antes da construção, o local onde ficava Brasília era vazio e desabitado, o que inspirou o primeiro movimento, "O Planalto Deserto".

Na primeira página da partitura deste movimento, o compositor escreve  “O Ermo”, “O Lugar mais velho do mundo”, “O Fundão”, “O Agreste”, “O Desolado”, buscando conferir sentido de um local primitivo, inóspito e desabitado. A fim de retratar a natureza, o movimento também contém sons de pássaros, não só por meio de representações nos instrumentos como também valendo-se do uso de apitos específicos que emitem sons similares aos de perdizes e jaós. O texto lido, faz referências às bandeiras, citando bandeirantes como Borba Gato, Anhanguera e Fernão Dias, citando a violência com as quais lidavam com os indígenas e a marcha para o oeste, projeto idealizado por Getúlio Vargas a fim de povoar a região central do país. Cita três rios importantes na história do país, Amazonas, São Francisco e Prata. Por fim, faz referência ao Cruzeiro do Sul.
| “ | No príncipio era o ermo/Eram antigas solidões sem mágoa.O altiplano, o infinito descampado/No princípio era o agreste:O céu azul, a terra vermelho-pungente/E o verde triste do cerrado.Eram antigas solidões banhadas/De mansos rios inocentes/Por entre as matas recortadas./Não havia ninguém. A solidão/Mais parecia um povo inexistente/Dizendo coisas sobre nada. | ” |

### 2. O homem

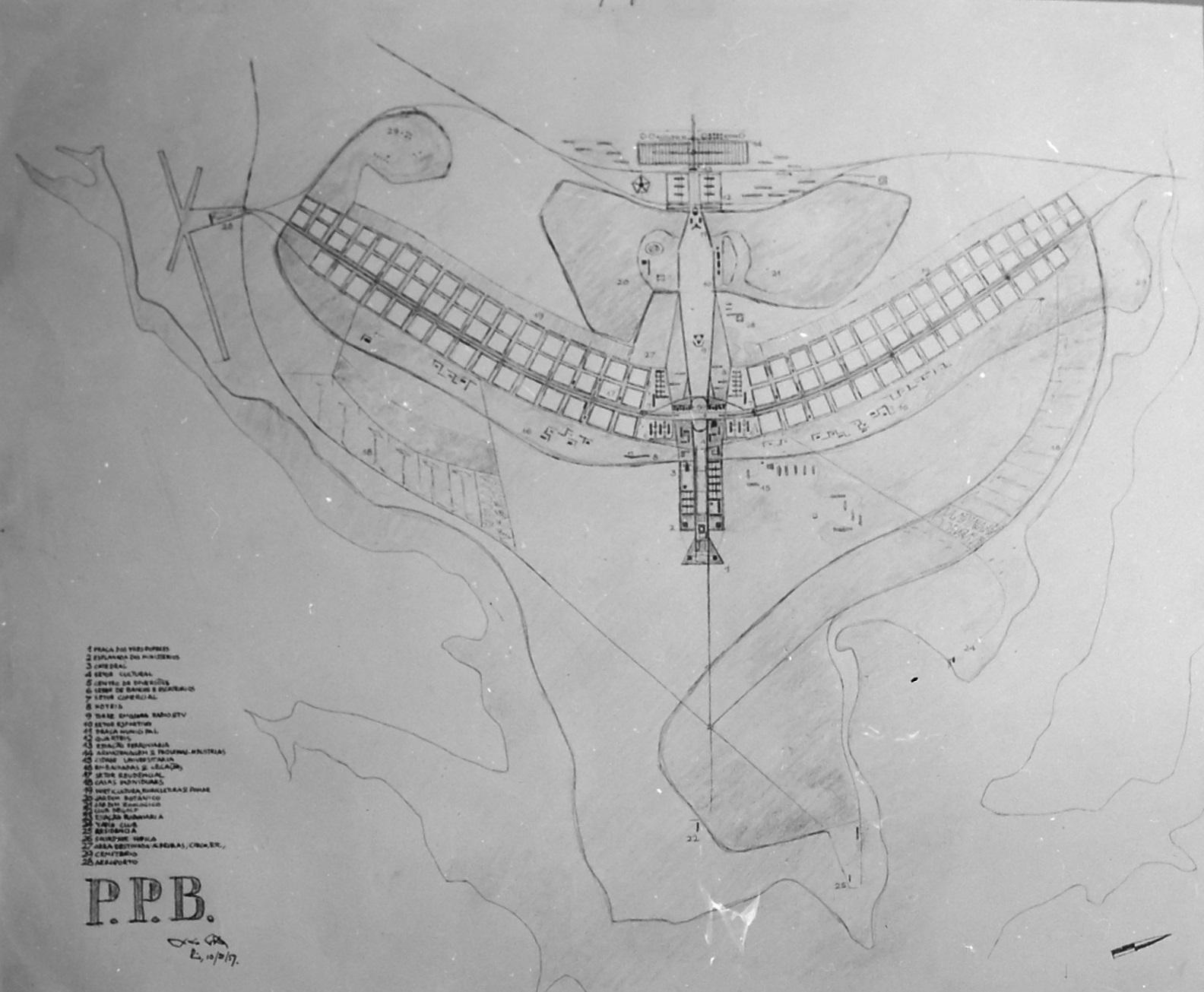
Mapa do Plano Piloto. Arquivo Nacional

Neste movimento, os ostinatos exercem a função de retratar a marcha dos homens ao planalto central. O movimento retrata o contato do homem com a hostil paisagem já descrita. Vinicius, valendo-se das palavras de Lúcio Costa, cita "nascida do gesto primário de quem assinala um lugar ou dele toma posse: dois eixos que se cruzam em ângulo reto, ou seja, o próprio sinal da cruz", referindo-se ao Plano Piloto de Brasília, no qual dois eixos se juntam, assemelhando-se a uma cruz. Tom Jobim utilizou também de melodias e ostinatos de canções anteriores como "Caminho de pedra", "Senhora Dona Bibiana" e "Cai a tarde"

### 3.A chegada dos Candangos
Nesse movimento, a ideia de uma marcha continua a ser exposta, mesclada a elementos de ritmos como o baião, em referência as regiões norte e nordeste, locais de onde vieram a maior parte dos trabalhadores, denominados "Candangos". Tal fato também é reforçado pela frase "sobretudo do norte", repetida algumas vezes. Então, no texto é lido uma sequência de cidades, demonstrando a diversidade de locais dos quais os candangos eram provenientes. 

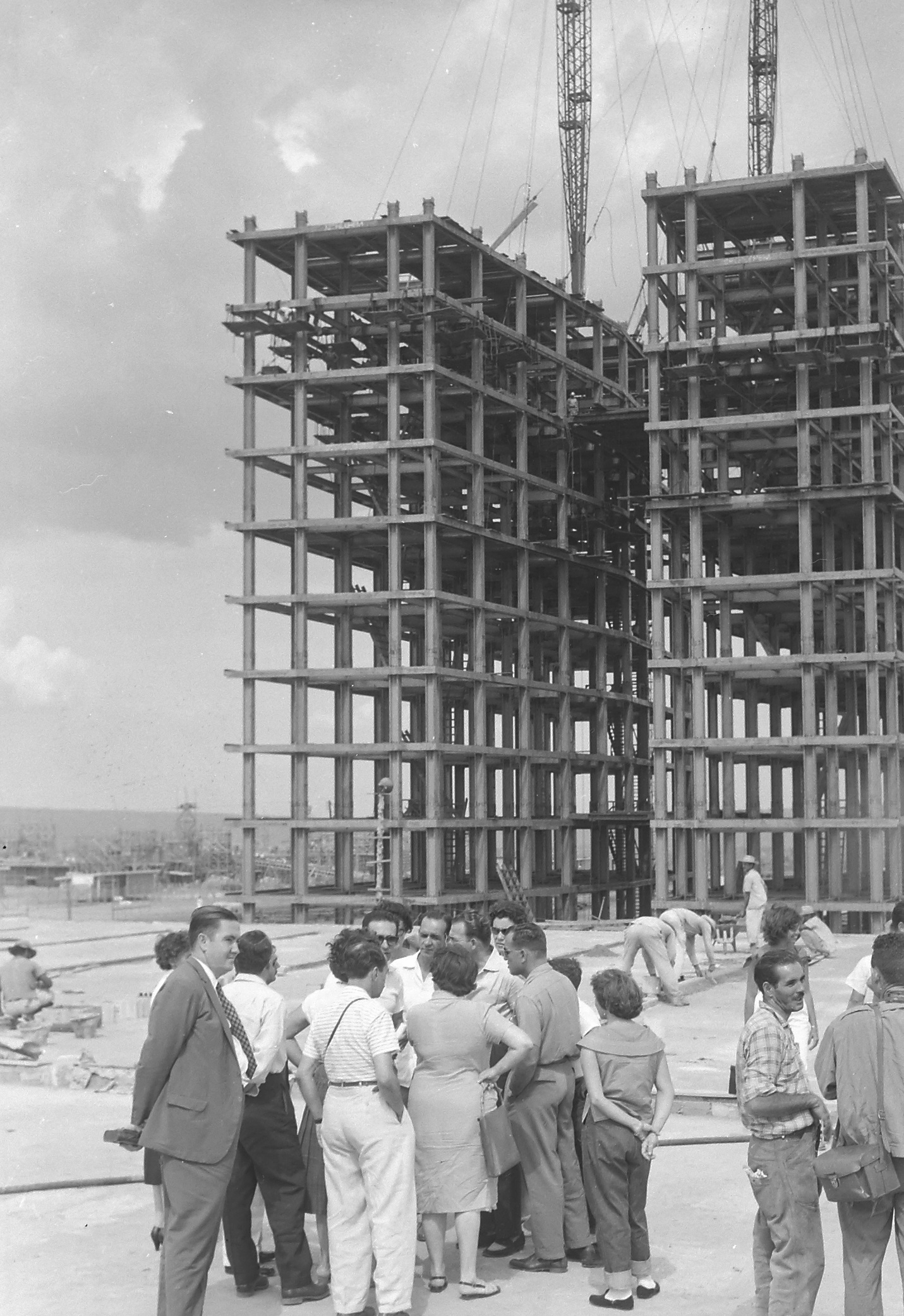
Construção do Congresso Nacional 1959, Arquivo Nacional

### 4.O trabalho e a Construção
Nesse movimento, o texto, faz uma contemplação à arquitetura, bem como ao trabalho. Retrata a tristeza e solidão dos candangos, que deixaram suas família a fim de trabalharem na construção da cidade, com condições precárias. O texto, traz dados sobre a construção, citando a quantidade de brita, madeira, cimento que foram necessárias para a construção. É também exposto o "tema do Palácio do Planalto", no qual o compositor utiliza a família dos metais com o intuito de dar um uma sensação épica e um tema militar, aludindo ao fato de tal palácio ser a residência oficial do presidente da república.

### 5. Coral
O último movimento é um canto de exaltação a cidade e uma comemoração ao trabalho completo e uma nova era que se iniciava no Brasil. Palavras de Juscelino Kubitschek estão presentes no texto lido por Vinicius. Há novamente um ritmo de baião. Há uma referência a "Aquarela do Brasil" de Ary Barroso, incitando um "Brasil brasileiro", descrito por Jobim como “herdeiro de todas as culturas e de todas as raças, guarda um sabor todo próprio." 